# Монкио (Модена)
Монкио је насеље у Италији у округу Модена, региону Емилија-Ромања.
Према процени из 2011. у насељу је живело 264 становника. Насеље се налази на надморској висини од 729 м.